# Massinissa (prénom)
Pour les articles homonymes, voir Massinissa (homonymie).
Massinissa (en tifinagh : ⵎⴰⵙⴻⵏⵙⴻⵏ) est un prénom masculin d'origine berbère.
Le prénom vient de « Masensen » (devenu Massinissa dans les sources latines et carthaginoises), le fondateur de la Numidie. Ce terme se compose de « mas » qui signifie « maître » et « -nsen » qui signifie « leur », traduisant ainsi « Massinissa » en « leur maître ».
Ce prénom compte des variations et diminutifs tels que Massi, Massy, Massine, Massena et Massan.
Le mot « Mas » peut être dérivé du prénom touareg « Amastan » qui signifie également « maître ».[réf. nécessaire]